# Convocazioni per la Coppa delle nazioni africane 2015
Elenco dei giocatori convocati da ciascuna nazionale partecipante alla Coppa delle nazioni africane 2015.
Le liste ufficiali, composte da ventitré giocatori di cui tre portieri, dovevano essere presentate alla CAF entro il 7 gennaio 2015. Nel caso in cui un giocatore tra i convocati si infortuni seriamente prima della partita d'esordio della propria squadra e per questo non possa disputare la fase finale della Coppa d'Africa, può essere sostituito da un altro.
L'età dei giocatori e il numero di presenze e gol riportati sono relativi al 17 gennaio, data di inizio della manifestazione.
Il simbolo  indica il capitano della squadra.

## Gruppo A

### Guinea Equatoriale
Commissario tecnico:  Esteban Becker
Lista dei convocati resa nota il 7 gennaio 2015.
| N. | Pos. | Giocatore        | Data nascita (età)          | Pres. | Reti | Squadra             |
| -- | ---- | ---------------- | --------------------------- | ----- | ---- | ------------------- |
| 1  | P    | Felipe Ovono     | 26 luglio 1993 (21 anni)    | 6     | -?   | Deportivo Mongomo   |
| 2  | D    | Dani Evuy        | 11 marzo 1985 (29 anni)     | 8     | 0    | Svincolato          |
| 3  | D    | Igor             | 4 gennaio 1995 (20 anni)    | 0     | 0    | Tropezón            |
| 4  | D    | Rui da Gracia    | 28 maggio 1985 (29 anni)    | 14    | 0    | Hibernians          |
| 5  | D    | Diosdado Mbele   | 8 aprile 1990 (24 anni)     | 5     | 0    | Leones Vegetarianos |
| 6  | C    | Juvenal          | 3 aprile 1979 (35 anni)     | 25    | 6    | FC Santa Coloma     |
| 7  | A    | Rubén Belima     | 11 febbraio 1992 (22 anni)  | 2     | 0    | Real M. Castilla    |
| 8  | C    | Randy            | 2 giugno 1987 (27 anni)     | 19    | 3    | Īraklīs Psachna     |
| 9  | A    | Raúl Fabiani     | 23 febbraio 1984 (30 anni)  | 3     | 0    | Olímpic Xàtiva      |
| 10 | C    | Emilio N'sue     | 30 settembre 1989 (25 anni) | 3     | 0    | Middlesbrough       |
| 11 | A    | Javier Balboa    | 13 maggio 1985 (29 anni)    | 11    | 1    | Estoril Praia       |
| 12 | A    | Iván Bolado      | 3 luglio 1989 (25 anni)     | 8     | 1    | Pune City           |
| 13 | P    | Aitor Embela     | 17 aprile 1996 (18 anni)    | 0     | 0    | Malaga              |
| 14 | A    | Kike             | 17 luglio 1993 (21 anni)    | 0     | 0    | Maiorca B           |
| 15 | A    | Ibán             | 11 dicembre 1995 (19 anni)  | 0     | 0    | Valencia Mestalla   |
| 16 | D    | Sipo             | 21 aprile 1988 (26 anni)    | 17    | 0    | AEK Larnaca         |
| 17 | A    | Rubén Darío Nsue | 21 giugno 1993 (21 anni)    | 0     | 0    | Leones Vegetarianos |
| 18 | C    | Viera Ellong     | 14 giugno 1987 (27 anni)    | 9     | 2    | The Panthers        |
| 19 | C    | Charly           | 18 febbraio 1985 (29 anni)  | 0     | 0    | Europa FC           |
| 20 | D    | Miguel Mayé      | 8 dicembre 1990 (24 anni)   | 0     | 0    | Akonangui           |
| 21 | C    | Iván Zarandona   | 30 agosto 1980 (34 anni)    | 14    | 0    | Biu Chun Rangers    |
| 22 | C    | Pablo Ganet      | 4 novembre 1994 (20 anni)   | 0     | 0    | S.S. Reyes          |
| 23 | P    | Carlos Mosibe    | 12 marzo 1991 (23 anni)     | 0     | 0    | Atlético Malabo     |

### Burkina Faso
Commissario tecnico:  Paul Put
Lista dei convocati resa nota il 7 gennaio 2015.
| N. | Pos. | Giocatore         | Data nascita (età)          | Pres. | Reti | Squadra          |
| -- | ---- | ----------------- | --------------------------- | ----- | ---- | ---------------- |
| 1  | P    | Moussa Fofana     | 31 luglio 1992 (22 anni)    | 0     | 0    | R.C. Kadiogo     |
| 2  | D    | Steeve Yago       | 16 dicembre 1992 (22 anni)  | 12    | 0    | Tolosa           |
| 3  | C    | Moussa Yedan      | 20 luglio 1989 (25 anni)    | 4     | 0    | Al-Ahly          |
| 4  | D    | Bakary Koné       | 27 aprile 1988 (26 anni)    | 47    | 0    | Olympique Lione  |
| 5  | D    | Mohamed Koffi     | 30 dicembre 1986 (28 anni)  | 43    | 1    | Zamalek          |
| 6  | C    | Djakaridja Koné   | 22 luglio 1986 (28 anni)    | 29    | 2    | Évian TG         |
| 7  | C    | Florent Rouamba   | 31 dicembre 1986 (28 anni)  | 47    | 1    | Bastia           |
| 8  | D    | Paul Koulibaly    | 24 marzo 1986 (28 anni)     | 47    | 0    | Horoya           |
| 9  | D    | Issa Gouo         | 9 settembre 1989 (25 anni)  | 10    | 0    | Kaloum Star      |
| 10 | A    | Alain Traoré      | 31 dicembre 1988 (26 anni)  | 32    | 16   | Lorient          |
| 11 | A    | Jonathan Pitroipa | 12 aprile 1986 (28 anni)    | 51    | 16   | Al-Jazira        |
| 12 | C    | Adama Guira       | 24 aprile 1988 (26 anni)    | 2     | 0    | SønderjyskE      |
| 13 | D    | Narcisse Bambara  | 23 giugno 1989 (25 anni)    | 10    | 0    | U Cluj           |
| 14 | D    | Wilfried Balima   | 20 marzo 1985 (29 anni)     | 23    | 2    | Sheriff Tiraspol |
| 15 | A    | Aristide Bancé    | 19 settembre 1984 (30 anni) | 43    | 11   | HJK              |
| 16 | P    | Abdoulaye Soulama | 29 novembre 1979 (35 anni)  | 44    | -?   | Hearts of Oak    |
| 17 | C    | Jonathan Zongo    | 2 dicembre 1992 (22 anni)   | 12    | 1    | Almería          |
| 18 | C    | Charles Kaboré    | 9 febbraio 1988 (26 anni)   | 57    | 3    | Kuban'           |
| 19 | C    | Bertrand Traoré   | 6 settembre 1995 (19 anni)  | 16    | 1    | Vitesse          |
| 20 | A    | Issiaka Ouédraogo | 19 agosto 1988 (26 anni)    | 15    | 1    | Admira Wacker M. |
| 21 | C    | Abdou Traoré      | 28 dicembre 1988 (26 anni)  | 23    | 3    | Karabükspor      |
| 22 | C    | Préjuce Nakoulma  | 21 aprile 1987 (27 anni)    | 21    | 4    | Mersin İ. Yurdu  |
| 23 | P    | Germain Sanou     | 26 maggio 1992 (22 anni)    | 13    | -?   | Beauvais         |

### Gabon
Commissario tecnico:  Jorge Costa
Lista dei convocati resa nota il 28 dicembre 2014.
| N. | Pos. | Giocatore                 | Data nascita (età)          | Pres. | Reti | Squadra             |
| -- | ---- | ------------------------- | --------------------------- | ----- | ---- | ------------------- |
| 1  | P    | Didier Ovono              | 23 gennaio 1983 (31 anni)   | 74    | -?   | Ostenda             |
| 2  | D    | Aaron Appindangoyé        | 2 febbraio 1992 (22 anni)   | 16    | 1    | Mounana             |
| 3  | A    | Johann Lengoualama        | 29 settembre 1992 (22 anni) | 8     | 1    | Difaâ El Jadida     |
| 4  | D    | Yrondu Musavu-King        | 8 gennaio 1992 (23 anni)    | 7     | 0    | Caen                |
| 5  | D    | Bruno Ecuele Manga        | 16 luglio 1988 (26 anni)    | 44    | 5    | Cardiff City        |
| 6  | D    | Johann Obiang             | 5 luglio 1993 (21 anni)     | 4     | 0    | Châteauroux         |
| 7  | A    | Malick Evouna             | 28 novembre 1992 (22 anni)  | 9     | 5    | Wydad Casablanca    |
| 8  | D    | Lloyd Palun               | 28 novembre 1988 (26 anni)  | 23    | 0    | Nizza               |
| 9  | A    | Pierre-Emerick Aubameyang | 18 giugno 1989 (25 anni)    | 36    | 14   | Borussia Dortmund   |
| 10 | A    | Frédéric Bulot            | 27 settembre 1990 (24 anni) | 7     | 0    | Charlton            |
| 11 | C    | Lévy Madinda              | 11 giugno 1992 (22 anni)    | 26    | 4    | Celta Vigo          |
| 12 | C    | Guélor Kanga              | 1º settembre 1990 (24 anni) | 13    | 0    | Rostov              |
| 13 | C    | Samson Mbingui            | 9 febbraio 1992 (22 anni)   | 14    | 2    | MC Alger            |
| 14 | D    | Randal Oto'o              | 23 maggio 1994 (20 anni)    | 4     | 0    | Braga B             |
| 15 | D    | Henri Junior Ndong        | 23 agosto 1992 (22 anni)    | 8     | 0    | Auxerre             |
| 16 | P    | Anthony Mfa Mezui         | 7 marzo 1991 (23 anni)      | 1     | -?   | Metz                |
| 17 | C    | André Biyogo Poko         | 7 marzo 1993 (21 anni)      | 26    | 1    | Bordeaux            |
| 18 | C    | Alexander N'Doumbou       | 4 gennaio 1992 (23 anni)    | 6     | 0    | Olympique Marsiglia |
| 19 | D    | Benjamin Zé Ondo          | 18 giugno 1987 (27 anni)    | 7     | 0    | ES Sétif            |
| 20 | C    | Bonaventure Sokambi       | 29 gennaio 1991 (23 anni)   | 9     | 2    | ASO Chlef           |
| 21 | A    | Romaric Rogombé           | 25 novembre 1990 (24 anni)  | 15    | 0    | Léopards            |
| 22 | C    | Didier Ibrahim N'Dong     | 17 giugno 1994 (20 anni)    | 10    | 0    | Sfaxien             |
| 23 | P    | Yves Bitséki              | 23 aprile 1983 (31 anni)    | 11    | -?   | Bitam               |

### Rep. del Congo
Commissario tecnico:  Claude Le Roy
Lista dei convocati resa nota il 7 gennaio 2015.
| N. | Pos. | Giocatore                 | Data nascita (età)          | Pres. | Reti | Squadra          |
| -- | ---- | ------------------------- | --------------------------- | ----- | ---- | ---------------- |
| 1  | P    | Christoffer Mafoumbi      | 3 marzo 1994 (20 anni)      | 3     | -?   | Le Pontet        |
| 2  | D    | Francis N'Ganga           | 16 giugno 1985 (29 anni)    | 30    | 2    | Charleroi        |
| 3  | D    | Igor Nganga               | 14 aprile 1987 (27 anni)    | 12    | 0    | Aarau            |
| 4  | D    | Boris Moubhibo            | 25 ottobre 1988 (26 anni)   | 15    | 1    | Léopards         |
| 5  | D    | Arnold Bouka Moutou       | 28 novembre 1988 (26 anni)  | 5     | 0    | Angers           |
| 6  | D    | Dimitri Bissiki           | 17 marzo 1991 (23 anni)     | 13    | 0    | Léopards         |
| 7  | C    | Prince Oniangué           | 4 novembre 1988 (26 anni)   | 23    | 3    | Stade Reims      |
| 8  | C    | Delvin Ndinga             | 14 marzo 1988 (26 anni)     | 33    | 0    | Olympiacos       |
| 9  | A    | Silvère Ganvoula M'Boussy | 22 giugno 1996 (18 anni)    | 4     | 1    | Raja Casablanca  |
| 10 | A    | Férébory Doré             | 21 gennaio 1989 (25 anni)   | 18    | 3    | CFR Cluj         |
| 11 | A    | Fabrice N'Guessi          | 27 febbraio 1988 (26 anni)  | 20    | 2    | Wydad Casablanca |
| 12 | A    | Francis Litsingi          | 10 settembre 1986 (28 anni) | 7     | 0    | Teplice          |
| 13 | A    | Thievy Bifouma            | 13 maggio 1992 (22 anni)    | 7     | 2    | Almería          |
| 14 | C    | Césaire Gandzé            | 6 marzo 1989 (25 anni)      | 18    | 1    | Léopards         |
| 15 | A    | Ladislas Douniama         | 24 maggio 1986 (28 anni)    | 25    | 4    | Guingamp         |
| 16 | P    | Chancel Massa             | 28 agosto 1985 (29 anni)    | 12    | -?   | Léopards         |
| 17 | C    | Chris Malonga             | 11 luglio 1987 (27 anni)    | 17    | 2    | Losanna          |
| 18 | D    | Marvin Baudry             | 26 gennaio 1990 (24 anni)   | 6     | 0    | Amiens           |
| 19 | A    | Dominique Malonga         | 8 gennaio 1989 (26 anni)    | 1     | 0    | Hibernian        |
| 20 | C    | Hardy Binguila            | 17 luglio 1996 (18 anni)    | 7     | 1    | Diables Noirs    |
| 21 | C    | Sagesse Babélé            | 13 febbraio 1993 (21 anni)  | 4     | 0    | Léopards         |
| 22 | P    | Pavelh Ndzila             | 12 gennaio 1995 (20 anni)   | 0     | 0    | Étoile du Congo  |
| 23 | D    | Atoni Mavoungou           | 22 dicembre 1996 (18 anni)  | 0     | 0    | CNFF             |

## Gruppo B

### Zambia
Commissario tecnico:  Honour Janza
Lista dei convocati resa nota il 7 gennaio 2015.
| N. | Pos. | Giocatore            | Data nascita (età)          | Pres. | Reti  | Squadra             |
| -- | ---- | -------------------- | --------------------------- | ----- | ----- | ------------------- |
| 1  | P    | Danny Munyao         | 21 gennaio 1987 (27 anni)   | 9     | -?    | Red Arrows          |
| 2  | D    | Donashano Malama     | 1º luglio 1987 (27 anni)    | 6     | 0     | Nkana               |
| 3  | C    | Chisamba Lungu       | 31 gennaio 1991 (23 anni)   | 31    | 0     | Ural                |
| 4  | D    | Christopher Munthali | 2 febbraio 1991 (23 anni)   | 17    | 1     | Nkana               |
| 5  | D    | Rodrick Kabwe        | 30 novembre 1992 (22 anni)  | 11    | 0     | Zanaco              |
| 6  | D    | Davies Nkausu        | 1º gennaio 1986 (29 anni)   | 24    | 0     | Bloemfontein Celtic |
| 7  | C    | Spencer Sautu        | 5 ottobre 1994 (20 anni)    | 0     | 0     | Green Eagles        |
| 8  | C    | Bruce Musakanya      | 25 settembre 1993 (21 anni) | 14    | 3     | Red Arrows          |
| 9  | A    | Ronald Kampamba      | 28 dicembre 1991 (23 anni)  | 11    | 4     | Nkana               |
| 10 | C    | Mukuka Mulenga       | 6 luglio 1993 (21 anni)     | 16    | 1     | Bloemfontein Celtic |
| 11 | C    | Lubambo Musonda      | 5 maggio 1995 (19 anni)     | 3     | 1     | Ulisses             |
| 12 | A    | Evans Kangwa         | 21 giugno 1994 (20 anni)    | 7     | 3     | Hapoel Ra'anana     |
| 13 | D    | Stophira Sunzu       | 22 giugno 1989 (25 anni)    | 46    | 3     | Sochaux             |
| 14 | C    | Kondwani Mtonga      | 14 giugno 1986 (28 anni)    | 19    | 0     | NorthEast Utd       |
| 15 | A    | Given Singuluma      | 11 luglio 1986 (28 anni)    | 24    | 5     | TP Mazembe          |
| 16 | P    | Kennedy Mweene       | 12 novembre 1984 (30 anni)  | 89    | -?; 2 | M. Sundowns         |
| 17 | C    | Rainford Kalaba      | 14 agosto 1986 (28 anni)    | 76    | 10    | TP Mazembe          |
| 18 | D    | Emmanuel Mbola       | 10 maggio 1993 (21 anni)    | 42    | 0     | Hapoel Ra'anana     |
| 19 | C    | Nathan Sinkala       | 23 aprile 1991 (23 anni)    | 30    | 2     | Grasshoppers        |
| 20 | A    | Emmanuel Mayuka      | 21 novembre 1990 (24 anni)  | 53    | 11    | Southampton         |
| 21 | A    | Jackson Mwanza       | 6 febbraio 1987 (27 anni)   | 3     | 0     | ZESCO Utd           |
| 22 | P    | Joshua Titima        | 20 ottobre 1992 (22 anni)   | 5     | -?    | Power Dynamos       |
| 23 | D    | Patrick Ngoma        | 21 maggio 1997 (17 anni)    | 0     | 0     | Red Arrows          |

### Tunisia
Commissario tecnico:  Georges Leekens
Lista dei convocati resa nota il 7 gennaio 2015.
| N. | Pos. | Giocatore           | Data nascita (età)          | Pres. | Reti | Squadra         |
| -- | ---- | ------------------- | --------------------------- | ----- | ---- | --------------- |
| 1  | P    | Farouk Ben Mustapha | 1º luglio 1989 (25 anni)    | 10    | -?   | Club Africain   |
| 2  | D    | Syam Ben Youssef    | 31 marzo 1989 (25 anni)     | 11    | 0    | Astra Giurgiu   |
| 3  | D    | Aymen Abdennour     | 6 agosto 1989 (25 anni)     | 35    | 1    | Monaco          |
| 4  | D    | Bilel Mohsni        | 21 luglio 1987 (27 anni)    | 4     | 0    | Rangers         |
| 5  | D    | Rami Bedoui         | 19 gennaio 1990 (24 anni)   | 4     | 0    | Étoile du Sahel |
| 6  | C    | Hocine Ragued       | 11 febbraio 1983 (31 anni)  | 46    | 0    | Espérance       |
| 7  | C    | Youssef Msakni      | 28 ottobre 1990 (24 anni)   | 27    | 4    | Lekhwiya        |
| 8  | A    | Edem Rjaïbi         | 5 aprile 1994 (20 anni)     | 0     | 0    | Bizertin        |
| 9  | C    | Yassine Chikhaoui   | 22 settembre 1986 (28 anni) | 32    | 5    | Zurigo          |
| 10 | A    | Hamza Younés        | 16 aprile 1986 (28 anni)    | 6     | 0    | Ludogorec       |
| 11 | A    | Amine Chermiti      | 26 dicembre 1987 (27 anni)  | 36    | 6    | Zurigo          |
| 12 | D    | Ali Maâloul         | 1º gennaio 1990 (25 anni)   | 8     | 0    | Sfaxien         |
| 13 | C    | Ferjani Sassi       | 18 marzo 1992 (22 anni)     | 10    | 1    | Sfaxien         |
| 14 | C    | Stéphane Nater      | 20 gennaio 1984 (30 anni)   | 8     | 0    | Club Africain   |
| 15 | C    | Mohamed Ali Moncer  | 28 aprile 1991 (23 anni)    | 0     | 0    | Sfaxien         |
| 16 | P    | Aymen Mathlouthi    | 14 settembre 1984 (30 anni) | 42    | -?   | Étoile du Sahel |
| 17 | D    | Hamza Mathlouthi    | 25 maggio 1992 (22 anni)    | 8     | 0    | Bizertin        |
| 18 | C    | Wahbi Khazri        | 8 febbraio 1991 (23 anni)   | 12    | 5    | Bordeaux        |
| 19 | A    | Ahmed Akaïchi       | 23 febbraio 1989 (25 anni)  | 7     | 2    | Espérance       |
| 20 | D    | Mohamed Ali Yacoubi | 5 ottobre 1990 (24 anni)    | 3     | 0    | Espérance       |
| 21 | C    | Jamel Saihi         | 27 gennaio 1987 (27 anni)   | 15    | 2    | Montpellier     |
| 22 | P    | Moez Ben Cherifia   | 24 giugno 1991 (23 anni)    | 12    | -?   | Espérance       |
| 23 | D    | Selim Ben Djemia    | 29 gennaio 1989 (25 anni)   | 2     | 0    | Laval           |

### Capo Verde
Commissario tecnico:  Rui Águas
Lista dei convocati resa nota il 24 dicembre 2014.
| N. | Pos. | Giocatore       | Data nascita (età)          | Pres. | Reti | Squadra          |
| -- | ---- | --------------- | --------------------------- | ----- | ---- | ---------------- |
| 1  | P    | Vozinha         | 3 giugno 1986 (28 anni)     | 18    | -?   | Progresso        |
| 2  | D    | Stopira         | 20 maggio 1988 (26 anni)    | 14    | 0    | Videoton         |
| 3  | D    | Fernando Varela | 26 novembre 1987 (27 anni)  | 32    | 3    | Steaua Bucarest  |
| 4  | D    | Kay             | 5 gennaio 1988 (27 anni)    | 6     | 0    | FCU Craiova      |
| 5  | C    | Babanco         | 27 luglio 1985 (29 anni)    | 39    | 2    | Estoril Praia    |
| 6  | C    | Sérgio Semedo   | 23 febbraio 1988 (26 anni)  | 1     | 0    | Olhanense        |
| 7  | A    | Odaïr Fortes    | 31 marzo 1987 (27 anni)     | 17    | 3    | Stade Reims      |
| 8  | C    | Toni Varela     | 13 giugno 1986 (28 anni)    | 23    | 1    | Excelsior        |
| 9  | A    | Kuca            | 2 agosto 1989 (25 anni)     | 6     | 1    | Estoril Praia    |
| 10 | A    | Héldon          | 14 novembre 1988 (26 anni)  | 31    | 10   | Sporting Lisbona |
| 11 | A    | Garry Rodrigues | 27 novembre 1990 (24 anni)  | 7     | 1    | Elche            |
| 12 | P    | Ken             | 6 giugno 1994 (20 anni)     | 1     | -1   | Nacional         |
| 13 | C    | Platini         | 16 aprile 1986 (28 anni)    | 12    | 1    | CSKA Sofia       |
| 14 | D    | Gegé            | 24 febbraio 1988 (26 anni)  | 19    | 0    | Marítimo         |
| 15 | C    | Nuno Rocha      | 25 marzo 1992 (22 anni)     | 4     | 0    | FCU Craiova      |
| 16 | P    | Somada          | 3 maggio 1996 (18 anni)     | 0     | 0    | Gil Vicente      |
| 17 | C    | Calú            | 20 settembre 1983 (31 anni) | 11    | 0    | Progresso        |
| 18 | D    | Nivaldo         | 10 luglio 1988 (26 anni)    | 19    | 0    | Teplice          |
| 19 | A    | Júlio Tavares   | 19 novembre 1988 (26 anni)  | 11    | 1    | Digione          |
| 20 | A    | Ryan Mendes     | 8 gennaio 1990 (25 anni)    | 19    | 5    | Lilla            |
| 21 | A    | Djaniny         | 21 marzo 1991 (23 anni)     | 17    | 2    | Santos Laguna    |
| 22 | D    | Jeffrey Fortes  | 22 marzo 1989 (25 anni)     | 2     | 0    | Dordrecht        |
| 23 | D    | Carlitos        | 23 aprile 1985 (29 anni)    | 18    | 0    | AEL Limassol     |

### RD del Congo
Commissario tecnico:  Florent Ibengé
Lista dei convocati resa nota il 7 gennaio 2015.
| N. | Pos. | Giocatore            | Data nascita (età)         | Pres. | Reti | Squadra          |
| -- | ---- | -------------------- | -------------------------- | ----- | ---- | ---------------- |
| 1  | P    | Robert Kidiaba       | 1º febbraio 1976 (38 anni) | 53    | -?   | TP Mazembe       |
| 2  | D    | Issama Mpeko         | 3 marzo 1986 (28 anni)     | 31    | 1    | Kabuscorp        |
| 3  | D    | Jean Kasusula        | 5 agosto 1982 (32 anni)    | 33    | 0    | TP Mazembe       |
| 4  | D    | Christopher Oualembo | 31 gennaio 1987 (27 anni)  | 5     | 0    | Académica        |
| 5  | C    | Nelson Munganga      | 27 luglio 1993 (21 anni)   | 2     | 0    | Vita Club        |
| 6  | C    | Cédric Makiadi       | 23 febbraio 1984 (30 anni) | 22    | 2    | Werder Brema     |
| 7  | C    | Youssuf Mulumbu      | 25 gennaio 1987 (27 anni)  | 25    | 1    | West Bromwich    |
| 8  | C    | Hervé Kage           | 10 aprile 1989 (25 anni)   | 1     | 0    | Genk             |
| 9  | A    | Dieumerci Mbokani    | 22 novembre 1985 (29 anni) | 23    | 11   | Dinamo Kiev      |
| 10 | C    | Neeskens Kebano      | 10 marzo 1992 (22 anni)    | 2     | 1    | Charleroi        |
| 11 | A    | Yannick Bolasie      | 24 maggio 1989 (25 anni)   | 9     | 2    | Crystal Palace   |
| 12 | D    | Bawaka Mabele        | 9 giugno 1988 (26 anni)    | 4     | 0    | Vita Club        |
| 13 | A    | Junior Kabananga     | 4 aprile 1989 (25 anni)    | 3     | 1    | Cercle Bruges    |
| 14 | D    | Gabriel Zakuani      | 31 marzo 1986 (28 anni)    | 7     | 0    | Peterborough Utd |
| 15 | D    | Joël Kimwaki         | 14 ottobre 1986 (28 anni)  | 32    | 0    | TP Mazembe       |
| 16 | P    | Mulopo Kudimbana     | 21 gennaio 1987 (27 anni)  | 4     | -?   | Anderlecht       |
| 17 | D    | Cédric Mongongu      | 22 giugno 1989 (25 anni)   | 29    | 2    | Évian TG         |
| 18 | A    | Cedric Mabwati       | 8 marzo 1992 (22 anni)     | 6     | 0    | Osasuna          |
| 19 | A    | Jeremy Bokila        | 14 novembre 1988 (26 anni) | 6     | 3    | Terek Groznyj    |
| 20 | C    | Lema Mabidi          | 11 giugno 1993 (21 anni)   | 15    | 0    | Vita Club        |
| 21 | A    | Ndombe Mubele        | 17 aprile 1992 (22 anni)   | 14    | 2    | Vita Club        |
| 22 | D    | Chancel Mbemba       | 8 agosto 1994 (20 anni)    | 8     | 0    | Anderlecht       |
| 23 | P    | Parfait Mandanda     | 10 ottobre 1989 (25 anni)  | 6     | -?   | Charleroi        |

## Gruppo C

### Ghana
Commissario tecnico:  Avram Grant
Lista dei convocati resa nota il 7 gennaio 2015.
| N. | Pos. | Giocatore              | Data nascita (età)          | Pres. | Reti | Squadra               |
| -- | ---- | ---------------------- | --------------------------- | ----- | ---- | --------------------- |
| 1  | P    | Brimah Razak           | 22 giugno 1987 (27 anni)    | 4     | -?   | Mirandés              |
| 2  | A    | Kwesi Appiah           | 12 agosto 1990 (24 anni)    | 0     | 0    | Cambridge Utd         |
| 3  | A    | Asamoah Gyan           | 22 novembre 1985 (29 anni)  | 86    | 45   | Al-Ain                |
| 4  | D    | Edwin Gyimah           | 9 marzo 1991 (23 anni)      | 5     | 0    | Mpumalanga Black Aces |
| 5  | D    | Mohamed Awal           | 1º maggio 1988 (26 anni)    | 4     | 0    | Durban City           |
| 6  | C    | Afriyie Acquah         | 5 gennaio 1992 (23 anni)    | 8     | 1    | Parma                 |
| 7  | C    | Christian Atsu         | 10 gennaio 1992 (23 anni)   | 31    | 6    | Everton               |
| 8  | C    | Emmanuel Agyemang-Badu | 2 dicembre 1990 (24 anni)   | 55    | 10   | Udinese               |
| 9  | A    | Jordan Ayew            | 11 settembre 1991 (23 anni) | 21    | 5    | Lorient               |
| 10 | C    | André Ayew             | 17 dicembre 1989 (25 anni)  | 57    | 8    | Olympique Marsiglia   |
| 11 | C    | Mubarak Wakaso         | 25 luglio 1990 (24 anni)    | 25    | 8    | Celtic                |
| 12 | P    | Ernest Sowah           | 31 marzo 1988 (26 anni)     | 1     | -?   | CS Don Bosco          |
| 13 | C    | Mohammed Rabiu         | 31 dicembre 1989 (25 anni)  | 26    | 0    | Kuban'                |
| 14 | C    | Solomon Asante         | 15 settembre 1990 (24 anni) | 16    | 0    | TP Mazembe            |
| 15 | A    | Mahatma Otoo           | 6 febbraio 1992 (22 anni)   | 3     | 0    | Sogndal               |
| 16 | P    | Fatau Dauda            | 6 aprile 1985 (29 anni)     | 21    | -?   | Ashanti Gold          |
| 17 | D    | Baba Rahman            | 2 luglio 1994 (20 anni)     | 5     | 0    | Augusta               |
| 18 | D    | Daniel Amartey         | 21 dicembre 1994 (20 anni)  | 0     | 0    | Copenaghen            |
| 19 | D    | Jonathan Mensah        | 13 luglio 1990 (24 anni)    | 38    | 1    | Évian TG              |
| 20 | A    | David Accam            | 28 settembre 1990 (24 anni) | 0     | 0    | Chicago Fire          |
| 21 | D    | John Boye              | 23 aprile 1987 (27 anni)    | 36    | 2    | K. Erciyesspor        |
| 22 | C    | Frank Acheampong       | 16 ottobre 1993 (21 anni)   | 2     | 1    | Anderlecht            |
| 23 | D    | Harrison Afful         | 24 giugno 1986 (28 anni)    | 49    | 0    | Espérance             |

### Algeria
Commissario tecnico:  Christian Gourcuff
Lista dei convocati resa nota il 16 dicembre 2014.
| N. | Pos. | Giocatore           | Data nascita (età)         | Pres. | Reti | Squadra            |
| -- | ---- | ------------------- | -------------------------- | ----- | ---- | ------------------ |
| 1  | P    | Azzedine Doukha     | 5 agosto 1986 (28 anni)    | 5     | -?   | JS Kabylie         |
| 2  | D    | Madjid Bougherra    | 07 ottobre 1982 (32 anni)  | 65    | 5    | Fujairah           |
| 3  | D    | Faouzi Ghoulam      | 1º febbraio 1991 (23 anni) | 12    | 0    | Napoli             |
| 4  | D    | Liassine Cadamuro   | 5 marzo 1988 (26 anni)     | 8     | 0    | Osasuna            |
| 5  | D    | Rafik Halliche      | 2 settembre 1986 (28 anni) | 35    | 3    | Qatar SC           |
| 6  | D    | Djamel Mesbah       | 9 ottobre 1984 (30 anni)   | 33    | 1    | Sampdoria          |
| 7  | C    | Riyad Mahrez        | 21 febbraio 1991 (23 anni) | 9     | 2    | Leicester City     |
| 8  | C    | Medhi Lacen         | 15 maggio 1984 (30 anni)   | 38    | 0    | Getafe             |
| 9  | A    | Ishak Belfodil      | 12 gennaio 1992 (23 anni)  | 5     | 0    | Parma              |
| 10 | C    | Sofiane Feghouli    | 26 dicembre 1989 (25 anni) | 29    | 7    | Valencia           |
| 11 | C    | Yacine Brahimi      | 8 febbraio 1990 (24 anni)  | 15    | 4    | Porto              |
| 12 | D    | Carl Medjani        | 15 maggio 1985 (29 anni)   | 35    | 2    | Trabzonspor        |
| 13 | A    | Islam Slimani       | 18 giugno 1988 (26 anni)   | 30    | 13   | Sporting Lisbona   |
| 14 | C    | Nabil Bentaleb      | 24 novembre 1994 (20 anni) | 9     | 1    | Tottenham          |
| 15 | A    | El Arbi Soudani     | 25 novembre 1987 (27 anni) | 28    | 12   | Dinamo Zagabria    |
| 16 | P    | Cédric Si Mohamed   | 9 gennaio 1985 (30 anni)   | 1     | 0    | CS Constantine     |
| 17 | C    | Foued Kadir         | 5 dicembre 1983 (31 anni)  | 23    | 2    | Real Betis         |
| 18 | C    | Abdelmoumene Djabou | 31 gennaio 1987 (27 anni)  | 12    | 3    | Club Africain      |
| 19 | C    | Saphir Taïder       | 29 febbraio 1992 (22 anni) | 19    | 3    | Sassuolo           |
| 20 | D    | Aïssa Mandi         | 22 ottobre 1991 (23 anni)  | 10    | 0    | Stade Reims        |
| 21 | C    | Ahmed Kashi         | 18 novembre 1988 (26 anni) | 0     | 0    | Metz               |
| 22 | D    | Mehdi Zeffane       | 19 maggio 1992 (22 anni)   | 1     | 0    | Olympique Lione    |
| 23 | P    | Raïs M'Bolhi        | 25 aprile 1986 (28 anni)   | 36    | -?   | Philadelphia Union |

### Sudafrica
Commissario tecnico:  Ephraim Mashaba
Lista dei convocati resa nota il 30 dicembre 2014.
| N. | Pos. | Giocatore              | Data nascita (età)         | Pres. | Reti | Squadra               |
| -- | ---- | ---------------------- | -------------------------- | ----- | ---- | --------------------- |
| 1  | P    | Darren Keet            | 5 agosto 1989 (25 anni)    | 4     | -5   | Kortrijk              |
| 2  | D    | Rivaldo Coetzee        | 16 ottobre 1996 (18 anni)  | 3     | 0    | Ajax Cape Town        |
| 3  | D    | Eric Mathoho           | 1º marzo 1990 (24 anni)    | 15    | 0    | Kaizer Chiefs         |
| 4  | D    | Siyabonga Nhlapo       | 23 dicembre 1988 (26 anni) | 2     | 0    | Bidvest Wits          |
| 5  | C    | Andile Jali            | 10 aprile 1990 (24 anni)   | 21    | 1    | Ostenda               |
| 6  | D    | Anele Ngcongca         | 20 ottobre 1987 (27 anni)  | 39    | 0    | Genk                  |
| 7  | C    | Mandla Masango         | 18 luglio 1989 (25 anni)   | 7     | 1    | Kaizer Chiefs         |
| 8  | C    | Bongani Zungu          | 9 ottobre 1992 (22 anni)   | 9     | 1    | M. Sundowns           |
| 9  | A    | Bongani Ndulula        | 29 novembre 1989 (25 anni) | 5     | 2    | AmaZulu               |
| 10 | A    | Sibusiso Vilakazi      | 29 dicembre 1989 (25 anni) | 8     | 2    | Bidvest Wits          |
| 11 | D    | Thabo Matlaba          | 13 dicembre 1987 (27 anni) | 13    | 1    | Orlando Pirates       |
| 12 | C    | Reneilwe Letsholonyane | 9 giugno 1982 (32 anni)    | 51    | 2    | Kaizer Chiefs         |
| 13 | C    | Thamsanqa Sangweni     | 26 maggio 1989 (25 anni)   | 1     | 0    | Chippa United         |
| 14 | D    | Thulani Hlatshwayo     | 18 dicembre 1989 (25 anni) | 10    | 0    | Bidvest Wits          |
| 15 | C    | Dean Furman            | 22 giugno 1988 (26 anni)   | 24    | 1    | Doncaster             |
| 16 | P    | Nhlanhla Khuzwayo      | 9 febbraio 1990 (24 anni)  | 2     | -1   | Kaizer Chiefs         |
| 17 | A    | Bernard Parker         | 16 marzo 1986 (28 anni)    | 68    | 23   | Kaizer Chiefs         |
| 18 | C    | Thuso Phala            | 27 maggio 1986 (28 anni)   | 13    | 0    | SuperSport Utd        |
| 19 | C    | Themba Zwane           | 3 agosto 1989 (25 anni)    | 4     | 0    | M. Sundowns           |
| 20 | C    | Oupa Manyisa           | 30 luglio 1988 (26 anni)   | 18    | 0    | Orlando Pirates       |
| 21 | D    | Ayanda Gcaba           | 8 marzo 1986 (28 anni)     | 1     | 0    | Orlando Pirates       |
| 22 | P    | Jackson Mabokgwane     | 19 gennaio 1988 (26 anni)  | 0     | 0    | Mpumalanga Black Aces |
| 23 | A    | Tokelo Rantie          | 8 settembre 1990 (24 anni) | 25    | 9    | Bournemouth           |

### Senegal
Commissario tecnico:  Alain Giresse
Lista dei convocati resa nota il 7 gennaio 2015.
| N. | Pos. | Giocatore        | Data nascita (età)          | Pres. | Reti | Squadra         |
| -- | ---- | ---------------- | --------------------------- | ----- | ---- | --------------- |
| 1  | P    | Bouna Coundoul   | 4 marzo 1982 (32 anni)      | 25    | -?   | Ethnikos Achnas |
| 2  | D    | Kara Mbodj       | 11 novembre 1989 (25 anni)  | 15    | 2    | Genk            |
| 3  | D    | Papy Djilobodji  | 12 gennaio 1988 (27 anni)   | 13    | 0    | Nantes          |
| 4  | C    | Alfred N'Diaye   | 6 marzo 1990 (24 anni)      | 10    | 1    | Real Betis      |
| 5  | C    | Pape Diop        | 19 marzo 1986 (28 anni)     | 11    | 1    | Levante         |
| 6  | D    | Lamine Sané      | 22 marzo 1987 (27 anni)     | 21    | 0    | Bordeaux        |
| 7  | A    | Moussa Sow       | 19 gennaio 1986 (28 anni)   | 34    | 11   | Fenerbahçe      |
| 8  | C    | Cheikhou Kouyaté | 21 dicembre 1989 (25 anni)  | 18    | 0    | West Ham Utd    |
| 9  | A    | Mame Biram Diouf | 16 dicembre 1987 (27 anni)  | 24    | 4    | Stoke City      |
| 10 | A    | Sadio Mané       | 10 aprile 1992 (22 anni)    | 23    | 6    | Southampton     |
| 11 | A    | Dame N'Doye      | 21 febbraio 1985 (29 anni)  | 29    | 9    | Lokomotiv Mosca |
| 12 | C    | Stéphane Badji   | 29 maggio 1990 (24 anni)    | 15    | 0    | Brann           |
| 13 | D    | Cheikh M'Bengue  | 23 luglio 1988 (26 anni)    | 21    | 0    | Rennes          |
| 14 | D    | Zargo Touré      | 11 novembre 1989 (25 anni)  | 10    | 0    | Le Havre        |
| 15 | A    | Papiss Cissé     | 3 giugno 1985 (29 anni)     | 34    | 16   | Newcastle Utd   |
| 16 | P    | Lys Gomis        | 6 ottobre 1989 (25 anni)    | 2     | -1   | Trapani         |
| 17 | C    | Idrissa Gueye    | 26 settembre 1989 (25 anni) | 23    | 0    | Lilla           |
| 18 | D    | Pape Souaré      | 6 giugno 1990 (24 anni)     | 14    | 0    | Lilla           |
| 19 | A    | Moussa Konaté    | 3 aprile 1993 (21 anni)     | 9     | 3    | Sion            |
| 20 | C    | Salif Sané       | 25 agosto 1990 (24 anni)    | 11    | 0    | Hannover 96     |
| 21 | D    | Lamine Gassama   | 20 ottobre 1989 (25 anni)   | 8     | 0    | Lorient         |
| 22 | C    | Henri Saivet     | 26 ottobre 1990 (24 anni)   | 7     | 0    | Bordeaux        |
| 23 | P    | Papa Camara      | 16 gennaio 1993 (22 anni)   | 2     | -4   | Sochaux         |

## Gruppo D

### Costa d'Avorio
Commissario tecnico:  Hervé Renard
Lista dei convocati resa nota il 29 dicembre 2014.
| N. | Pos. | Giocatore              | Data nascita (età)          | Pres. | Reti | Squadra             |
| -- | ---- | ---------------------- | --------------------------- | ----- | ---- | ------------------- |
| 1  | P    | Copa Barry             | 30 dicembre 1979 (35 anni)  | 83    | -?   | Lokeren             |
| 2  | D    | Ousmane Viera          | 21 dicembre 1986 (28 anni)  | 5     | 0    | Çaykur Rizespor     |
| 3  | C    | Roger Assalé           | 13 novembre 1993 (21 anni)  | 2     | 0    | Séwé Sports         |
| 4  | D    | Kolo Touré             | 19 marzo 1981 (33 anni)     | 109   | 7    | Liverpool           |
| 5  | D    | Siaka Tiéné            | 22 febbraio 1982 (32 anni)  | 87    | 2    | Montpellier         |
| 6  | C    | Cheick Doukouré        | 11 settembre 1992 (22 anni) | 0     | 0    | Metz                |
| 7  | A    | Seydou Doumbia         | 31 dicembre 1987 (27 anni)  | 22    | 2    | CSKA Mosca          |
| 8  | A    | Salomon Kalou          | 5 agosto 1985 (29 anni)     | 69    | 27   | Amburgo             |
| 9  | C    | Cheik Tioté            | 21 giugno 1986 (28 anni)    | 48    | 1    | Newcastle Utd       |
| 10 | A    | Gervinho               | 27 maggio 1987 (27 anni)    | 60    | 18   | Roma                |
| 11 | A    | Junior Tallo           | 21 dicembre 1992 (22 anni)  | 2     | 0    | Bastia              |
| 12 | A    | Wilfried Bony          | 10 dicembre 1988 (26 anni)  | 32    | 11   | Swansea City        |
| 13 | D    | Jean-Daniel Akpa-Akpro | 11 ottobre 1992 (22 anni)   | 4     | 0    | Tolosa              |
| 14 | C    | Ismaël Diomandé        | 28 agosto 1992 (22 anni)    | 5     | 0    | Saint-Étienne       |
| 15 | C    | Max Gradel             | 30 novembre 1987 (27 anni)  | 32    | 5    | Saint-Étienne       |
| 16 | P    | Sylvain Gbohouo        | 29 ottobre 1988 (26 anni)   | 4     | -7   | Séwé Sports         |
| 17 | D    | Serge Aurier           | 24 dicembre 1992 (22 anni)  | 17    | 0    | Paris Saint-Germain |
| 18 | A    | Lacina Traoré          | 20 maggio 1990 (24 anni)    | 10    | 4    | Monaco              |
| 19 | C    | Yaya Touré             | 13 maggio 1983 (31 anni)    | 88    | 18   | Manchester City     |
| 20 | C    | Serey Die              | 7 novembre 1984 (30 anni)   | 13    | 0    | Basilea             |
| 21 | D    | Eric Bertrand Bailly   | 12 aprile 1994 (20 anni)    | 0     | 0    | Espanyol            |
| 22 | D    | Wilfried Kanon         | 6 luglio 1993 (21 anni)     | 0     | 0    | ADO Den Haag        |
| 23 | P    | Sayouba Mandé          | 15 giugno 1993 (21 anni)    | 1     | -2   | Stabæk              |

### Mali
Commissario tecnico:  Henryk Kasperczak
Lista dei convocati resa nota il 28 dicembre 2014.
| N. | Pos. | Giocatore           | Data nascita (età)         | Pres. | Reti | Squadra             |
| -- | ---- | ------------------- | -------------------------- | ----- | ---- | ------------------- |
| 1  | P    | Germain Berthé      | 24 ottobre 1993 (21 anni)  | 1     | -1   | Onze Créateurs      |
| 2  | D    | Fousseni Diawara    | 28 agosto 1980 (34 anni)   | 54    | 0    | Tours               |
| 3  | D    | Adama Tamboura      | 18 maggio 1985 (29 anni)   | 76    | 0    | Randers             |
| 4  | D    | Salif Coulibaly     | 13 maggio 1988 (26 anni)   | 10    | 0    | TP Mazembe          |
| 5  | D    | Idrissa Coulibaly   | 19 dicembre 1987 (27 anni) | 13    | 0    | Hassania Agadir     |
| 6  | C    | Tongo Doumbia       | 6 agosto 1989 (25 anni)    | 13    | 0    | Tolosa              |
| 7  | A    | Mustapha Yatabaré   | 26 gennaio 1986 (28 anni)  | 24    | 4    | Trabzonspor         |
| 8  | C    | Yacouba Sylla       | 29 novembre 1990 (24 anni) | 9     | 0    | K. Erciyesspor      |
| 9  | A    | Mohamed Traoré      | 18 novembre 1988 (26 anni) | 5     | 1    | Al-Merrikh          |
| 10 | C    | Bakary Sako         | 26 aprile 1988 (26 anni)   | 8     | 3    | Wolverhampton       |
| 11 | C    | Sigamary Diarra     | 10 gennaio 1984 (31 anni)  | 22    | 1    | Valenciennes        |
| 12 | C    | Seydou Keita        | 16 gennaio 1980 (35 anni)  | 93    | 24   | Roma                |
| 13 | D    | Ousmane Coulibaly   | 9 luglio 1989 (25 anni)    | 14    | 0    | Platanias           |
| 14 | C    | Sambou Yatabaré     | 2 marzo 1989 (25 anni)     | 16    | 1    | Guingamp            |
| 15 | D    | Drissa Diakité      | 18 febbraio 1985 (29 anni) | 40    | 0    | Bastia              |
| 16 | P    | Soumbeïla Diakité   | 25 agosto 1984 (30 anni)   | 40    | -?   | Esteghlal Khuzestan |
| 17 | C    | Mamoutou N'Diaye    | 15 marzo 1990 (24 anni)    | 2     | 0    | Zulte Waregem       |
| 18 | A    | Abdoulay Diaby      | 21 maggio 1991 (23 anni)   | 3     | 1    | Mouscron-Péruwelz   |
| 19 | D    | Mohamed Konaté      | 20 ottobre 1992 (22 anni)  | 3     | 0    | RS Berkane          |
| 20 | A    | Modibo Maïga        | 3 settembre 1987 (27 anni) | 39    | 8    | Metz                |
| 21 | C    | Abdou Traoré        | 17 gennaio 1988 (27 anni)  | 29    | 3    | Bordeaux            |
| 22 | P    | N'tji Michel Samaké | 27 giugno 1994 (20 anni)   | 0     | 0    | Dougouwolofila      |
| 23 | D    | Molla Wague         | 21 febbraio 1991 (23 anni) | 7     | 0    | Udinese             |

### Camerun
Commissario tecnico:  Volker Finke
Lista dei convocati resa nota il 7 gennaio 2015.
| N. | Pos. | Giocatore                | Data nascita (età)          | Pres. | Reti | Squadra             |
| -- | ---- | ------------------------ | --------------------------- | ----- | ---- | ------------------- |
| 1  | P    | Guy N'dy Assembé         | 28 febbraio 1986 (28 anni)  | 12    | -?   | Nancy               |
| 2  | A    | Léonard Kweuke           | 12 luglio 1987 (27 anni)    | 16    | 3    | Çaykur Rizespor     |
| 3  | D    | Nicolas N'Koulou         | 27 marzo 1990 (24 anni)     | 56    | 0    | Olympique Marsiglia |
| 4  | C    | Raoul Loé                | 31 gennaio 1989 (25 anni)   | 6     | 0    | Osasuna             |
| 5  | D    | Jérôme Guihoata          | 7 ottobre 1994 (20 anni)    | 5     | 0    | Valenciennes        |
| 6  | D    | Ambroise Oyongo          | 22 giugno 1991 (23 anni)    | 6     | 0    | N.Y. Red Bulls      |
| 7  | A    | Clinton N'Jie            | 15 agosto 1993 (21 anni)    | 6     | 3    | Olympique Lione     |
| 8  | A    | Benjamin Moukandjo       | 12 novembre 1988 (26 anni)  | 25    | 2    | Stade Reims         |
| 9  | D    | Frank Bagnack            | 7 giugno 1995 (19 anni)     | 0     | 0    | Barcellona B        |
| 10 | A    | Vincent Aboubakar        | 22 gennaio 1992 (22 anni)   | 31    | 6    | Porto               |
| 11 | C    | Edgar Salli              | 17 agosto 1992 (22 anni)    | 16    | 1    | Académica           |
| 12 | D    | Henri Bedimo             | 4 giugno 1984 (30 anni)     | 36    | 0    | Olympique Lione     |
| 13 | A    | Eric Maxim Choupo-Moting | 23 marzo 1989 (25 anni)     | 34    | 12   | Schalke 04          |
| 14 | C    | Georges Mandjeck         | 9 dicembre 1988 (26 anni)   | 24    | 0    | K. Erciyesspor      |
| 15 | A    | Franck Etoundi           | 30 agosto 1990 (24 anni)    | 2     | 0    | Zurigo              |
| 16 | P    | Fabrice Ondoa            | 24 dicembre 1995 (19 anni)  | 6     | -?   | Barcellona B        |
| 17 | C    | Stéphane M'Bia           | 20 maggio 1986 (28 anni)    | 57    | 4    | Siviglia            |
| 18 | C    | Eyong Enoh               | 23 marzo 1986 (28 anni)     | 45    | 2    | Standard Liegi      |
| 19 | D    | Cédric Djeugoué          | 28 agosto 1992 (22 anni)    | 5     | 0    | Cotonsport Garoua   |
| 20 | C    | Franck Kom               | 18 settembre 1991 (23 anni) | 3     | 0    | Étoile du Sahel     |
| 21 | D    | Aurélien Chedjou         | 20 giugno 1985 (29 anni)    | 32    | 1    | Galatasaray         |
| 22 | C    | Patrick Ekeng            | 26 marzo 1990 (24 anni)     | 5     | 0    | Córdoba             |
| 23 | P    | Pierre Sylvain Abogo     | 18 luglio 1993 (21 anni)    | 0     | 0    | Tonnerre Yaoundé    |

### Guinea
Commissario tecnico:  Michel Dussuyer
Lista dei convocati resa nota il 30 dicembre 2014.
| N. | Pos. | Giocatore           | Data nascita (età)         | Pres. | Reti | Squadra             |
| -- | ---- | ------------------- | -------------------------- | ----- | ---- | ------------------- |
| 1  | P    | Naby Yattara        | 12 gennaio 1984 (31 anni)  | 39    | -?   | Arles               |
| 2  | A    | Mohamed Yattara     | 28 luglio 1993 (21 anni)   | 12    | 6    | Olympique Lione     |
| 3  | D    | Issiaga Sylla       | 1º gennaio 1994 (21 anni)  | 12    | 0    | Tolosa              |
| 4  | D    | Florentin Pogba     | 19 agosto 1990 (24 anni)   | 7     | 0    | Saint-Étienne       |
| 5  | D    | Fodé Camara         | 17 agosto 1988 (26 anni)   | 10    | 0    | Horoya              |
| 6  | D    | Kamil Zayatte       | 7 marzo 1985 (29 anni)     | 46    | 4    | Sheffield Weds      |
| 7  | A    | Abdoul Camara       | 20 febbraio 1990 (24 anni) | 11    | 3    | Angers              |
| 8  | A    | Ibrahima Traoré     | 21 aprile 1988 (26 anni)   | 29    | 7    | Borussia M'gladbach |
| 9  | C    | Guy-Michel Landel   | 7 luglio 1990 (24 anni)    | 4     | 1    | Orduspor            |
| 10 | C    | Kévin Constant      | 15 maggio 1987 (27 anni)   | 21    | 3    | Trabzonspor         |
| 11 | A    | Idrissa Sylla       | 3 dicembre 1990 (24 anni)  | 14    | 2    | Zulte Waregem       |
| 12 | C    | Ibrahima Conté      | 3 aprile 1991 (23 anni)    | 27    | 1    | Anderlecht          |
| 13 | D    | Abdoulaye Cissé     | 30 novembre 1996 (18 anni) | 6     | 0    | Angers              |
| 14 | C    | Lanfia Camara       | 3 ottobre 1986 (28 anni)   | 8     | 0    | Malines             |
| 15 | C    | Naby Keïta          | 10 febbraio 1995 (19 anni) | 8     | 0    | Salisburgo          |
| 16 | P    | Abdul Aziz Keita    | 17 giugno 1990 (24 anni)   | 10    | -?   | Kaloum Star         |
| 17 | C    | Boubacar Fofana     | 6 novembre 1989 (25 anni)  | 8     | 0    | Nacional            |
| 18 | A    | Seydouba Soumah     | 11 giugno 1991 (23 anni)   | 11    | 6    | Slovan Bratislava   |
| 19 | A    | François Kamano     | 2 maggio 1996 (18 anni)    | 0     | 0    | Bastia              |
| 20 | D    | Baissama Sankoh     | 20 marzo 1992 (22 anni)    | 5     | 0    | Guingamp            |
| 21 | D    | Mohammed Diarra     | 2 giugno 1992 (22 anni)    | 7     | 1    | Odense              |
| 22 | P    | Buba Camara         | 1º giugno 1993 (21 anni)   | 0     | 0    | UCAM Murcia         |
| 23 | D    | Djibril Tamsir Paye | 26 febbraio 1990 (24 anni) | 1     | 0    | Zulte Waregem       |